# Colony (Album)
Colony ist das vierte Studioalbum der schwedischen Metal-Band In Flames. Es wurde 1999 via Nuclear Blast veröffentlicht.

## Entstehungsgeschichte
Colony ist das erste Album, welches In Flames in der Besetzung aufgenommen hat, die bis 2011 bestand. Daniel Svensson nahm den Platz hinter dem Schlagzeug ein, nachdem Björn Gelotte zur Gitarre wechselte. Niklas Engelin stieg vor den Aufnahmen aus, um sich ganz seiner eigenen Band Gardenian zu widmen. 
Die Musik wurde von Björn Gelotte und Jesper Strömblad geschrieben und von der Band arrangiert. Alle Texte wurden von Anders Fridén geschrieben. Produziert und gemischt wurde das Album von Frederik Nordström und der Band im Studio Fredman. Gemastert wurde das Album von Göran Finnberg.

## Konzept und Bedeutung
Das Album handelt von verschiedenen Aspekten der Religion und Spiritualität. Dabei werden sowohl die positiven (Embody the Invisible oder The New World) wie auch die negativen Seiten (Zombie, Inc. oder Scorn) dargestellt.

## Musikstil
Musikalisch ist das Album härter und schneller ausgerichtet als der direkte Vorgänger Whoracle, auch wenn sich das Songwriting ähnelt. Als Gastmusiker wurde Kee Marcello verpflichtet, der bei Coerced Coexistence das zweite Gitarrensolo beisteuerte. Für das Album haben In Flames das Lied Behind Space, ursprünglich vom Album Lunar Strain, neu aufgenommen.
Der Metal Hammer kürte Colony zum Album des Monats.

## Titelliste
1. Embody the Invisible – 3:37
2. Ordinary Story – 4:16
3. Scorn – 3:37
4. Colony – 4:39
5. Zombie Inc. – 5:05
6. Pallar Anders Visa – 1:41
7. Coerced Coexistence – 4:14
8. Resin – 3:21
9. Behind Space '99 – 3:58
10. Insipid 2000 – 3:45
11. The New World – 3:18

- Der Titel des Liedes ist nicht eindeutig. Auf der Rückseite des 1999 Release, auf der offiziellen In-Flames-Seite und in den gedruckten Liedtexten wird der Liedtitel "The New Word" angezeigt. Allerdings wird auf dem 2004 erschienenen Re-Release sowie auf der offiziellen Nuclear-Blast-Webseite auf den Titel "The New World" verwiesen.

## Wiederveröffentlichung
2004 veröffentlichte Nuclear Blast das Album als sogenannte „Deluxe edition“ neu. Neben zwei Bonusliedern, die vorher nur auf der japanischen Version des Albums erhältlich waren, gibt es den Videoclip zu Ordinary Story, einen Bildschirmschoner, eine Bildergalerie, ein Wallpaper und einen Winamp-Skin.
1. Clad in Shadows '99 – 2:24
2. Man Made God – 4:12